# 高凤志
高凤志（1924年—），男，黑龙江巴彦人，中华人民共和国农民，全国劳动模范，曾任第二、三、四届全国政协委员。